# Adam White (zoologiste)
Pour les articles homonymes, voir White et Adam White.
Adam White est un  zoologiste écossais, né le 29 avril 1817 à Édimbourg et mort le 30 décembre 1878 à Glasgow,.

## Biographie
Enfant, il est sensibilisé à l’histoire naturelle par le grand zoologiste John Edward Gray (1800 - 1875), dirigeant le département de zoologie du British Museum. À l’âge de dix-huit ans, White y obtient un poste d’assistant, fonction qu’il occupe jusqu’en 1863.
White travaille plus spécialement dans le domaine de l’entomologie. Il est l’auteur d’environ 60 publications sur les insectes ainsi que sur les crustacés. Parmi ceux-ci, il faut citer la List of the Specimens of Crustacea in the Collection of the British Museum de 1847, A Popular History of Mammalia de 1850 et Tabular View of the Orders and Leading Families of Insects de 1857. On lui doit notamment la description de plusieurs taxons importants comme le genre de langoustes Panulirus.
White étudie notamment les spécimens rapportés par les nombreuses expéditions scientifiques britanniques du XIXe siècle notamment celles de l’H.M.S. Beagle en Australie.
Il sombre dans une profonde dépression à la suite de la mort de sa femme en 1861, et se retire du Muséum en 1863. Remarié, il a au moins trois enfants. Il est interné dans un asile en Écosse où il réalise un journal dont les articles sont réalisés par les patients de cette institution.